# ساري بلاغ (قشلاق الجنوبي)
ساري بلاغ (بالفارسية: ساری بلاغ) هي مستوطنة تقع في إيران في قسم قشلاق الجنوبي الريفي (مقاطعة بيله سوار). يقدر عدد سكانها بـ 68 نسمة .